# Alliance Boots
 (février 2017).
Si vous disposez d'ouvrages ou d'articles de référence ou si vous connaissez des sites web de qualité traitant du thème abordé ici, merci de compléter l'article en donnant les références utiles à sa vérifiabilité et en les liant à la section « Notes et références ».
Alliance Boots est une multinationale suisse spécialisée dans la distribution de produits pharmaceutiques et cosmétiques à travers une chaîne de distribution.
La société est née en 2006 du rapprochement du britannique Boots avec Alliance UniChem.
Le groupe possède 160 000 pharmacies-clients et 3 280 points de vente en propre, ainsi que 370 dépôts de répartition pharmaceutique dans 21 pays. 
En juin 2012, Walgreens rachète 45 % des titres du groupe suisse. La nouvelle holding WBA est cotée au NASDAQ depuis 2014.